# مایکل گلدینگ
مایکل گلدینگ داستان‌نویس آمریکایی است. وی بیشتر به خاطر رمان سال ۲۰۱۵ به نام «شاعر جهان نامرئی» مشهور است، که برنده جایزه جایزه فرو-گراملی شد و در فهرست نهایی نامزد جایزه ادبی لامبدا برای داستان‌های گی در سال ۲۰۱۶ قرار گرفت.
گلدینگ که از فارغ التحصیلان دانشگاه دوک بود، قبلاً رمان‌های «دعاهای ساده» (۱۹۹۴) و«هدیه بنیامین» (۱۹۹۹) را منتشر کرده بود و فیلمنامه فیلم «ابریشم» را نیز در سال ۲۰۰۷ به نمایش درآورده بود.
او در جریان نگارش شاعر جهان نامرئی به عنوان یک همجنسگرا آشکارسازی کرد.